# Corynophryidae
Famille
Les Corynophryidae sont une famille de Ciliés de la classe des Kinetofragminophora et de l’ordre des Suctorida.

## Étymologie
Le nom de la famille vient du genre type Corynophrya, dérivé du grec κορύνη / korýni, « masse, massue », et οφρύς / ophrys, « cil ; sourcil ».

## Description

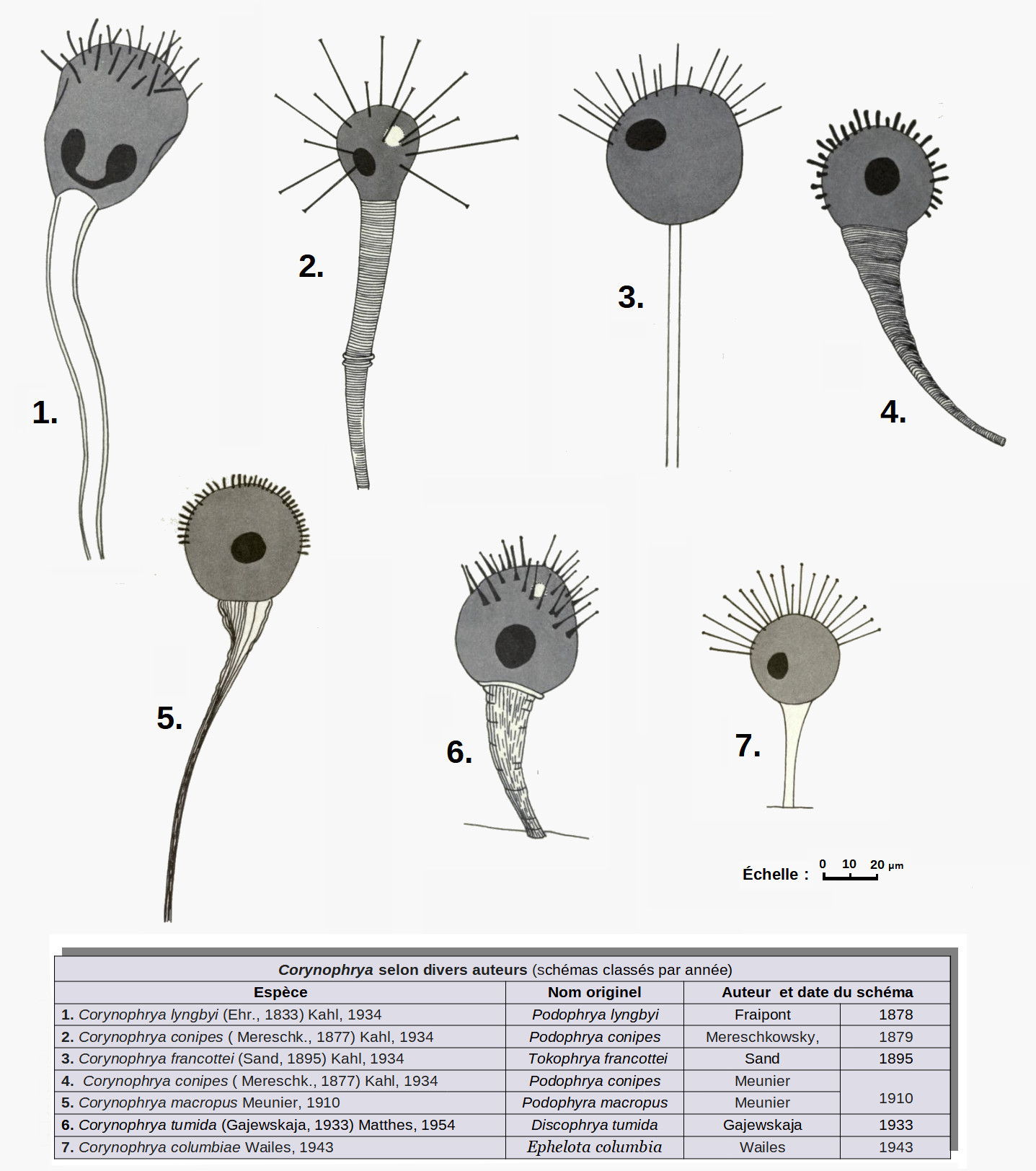
Divers Corynophrya.

Le genre Corynophrya est un suctorien alorique (c'est-à-dire dépourvu de loge ou lorica) dont le corps est sphérique à ovoïde, arrondi en section transversale. Il est porté sur une tige qui est généralement robuste près du zooïde, et se rétrécit à sa base. Généralement épizooïque (c'est-à-dire vivant fixé sur un hôte animal) sur les hydroïdes, les crustacés et les vers polychètes, il a aussi été observé comme épiphyte (c'est-à-dire vivant fixé sur un hôte végétal) sur les algues marines. Il est doté de tentacules préhensiles et rétractiles en un seul groupe limité à la région apicale du corps. Les actinophores (structures de maintien de la rigidité) sont absents. Le macronoyau est généralement sphérique. Les espèces de ce genre se reproduisent par bourgeonnement endogène.

## Habitat
Corynophrya est un genre principalement marin,.

## Liste des genres
Selon GBIF (5 mai 2023) :
- Andrusovia
- Andrusoviella Dovgal, 2005
- Corynophrya (Hartog, 1902) Curds, 1987 nomen nudum validé par Curds[1]
  - Espèce type : Corynophrya lyngbyi (Ehrenberg, 1833) Curds, 1987
  - Synonyme : Acineta lyngbyi Ehrenberg, 1833

## Systématique
Le nom valide de ce taxon est Corynophryidae Jankowksi, 1981.